# Galgenberg (Vahlberg)

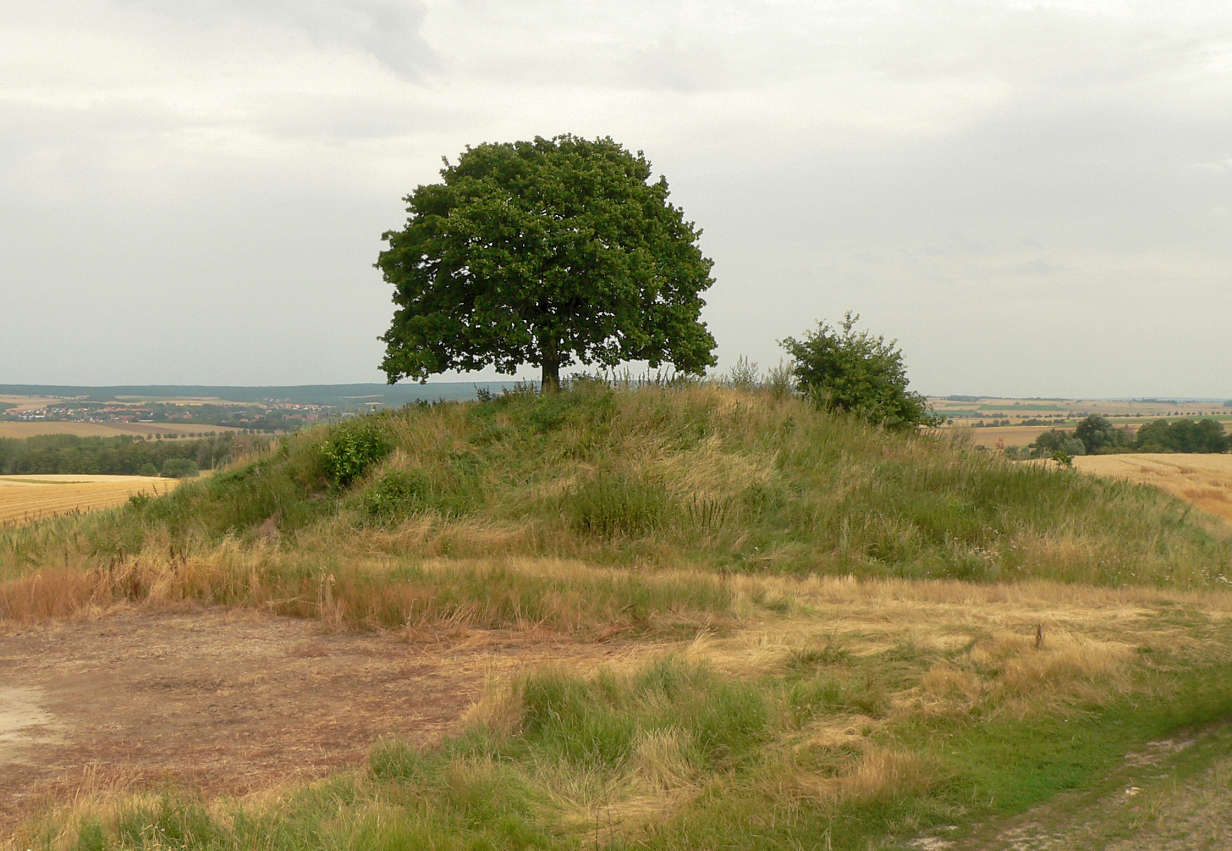
Galgenberg (2019)

Der Galgenberg ist ein großer Grabhügel in Klein Vahlberg in Niedersachsen, der 1907 archäologisch untersucht wurde. Im Mittelalter und in der frühen Neuzeit diente der Hügel als Richtstätte mit einem Galgen. Die Erhebung ist heute mit einer Eiche bestanden. Seit März 1945 steht sie als Naturdenkmal unter Schutz.

## Lage

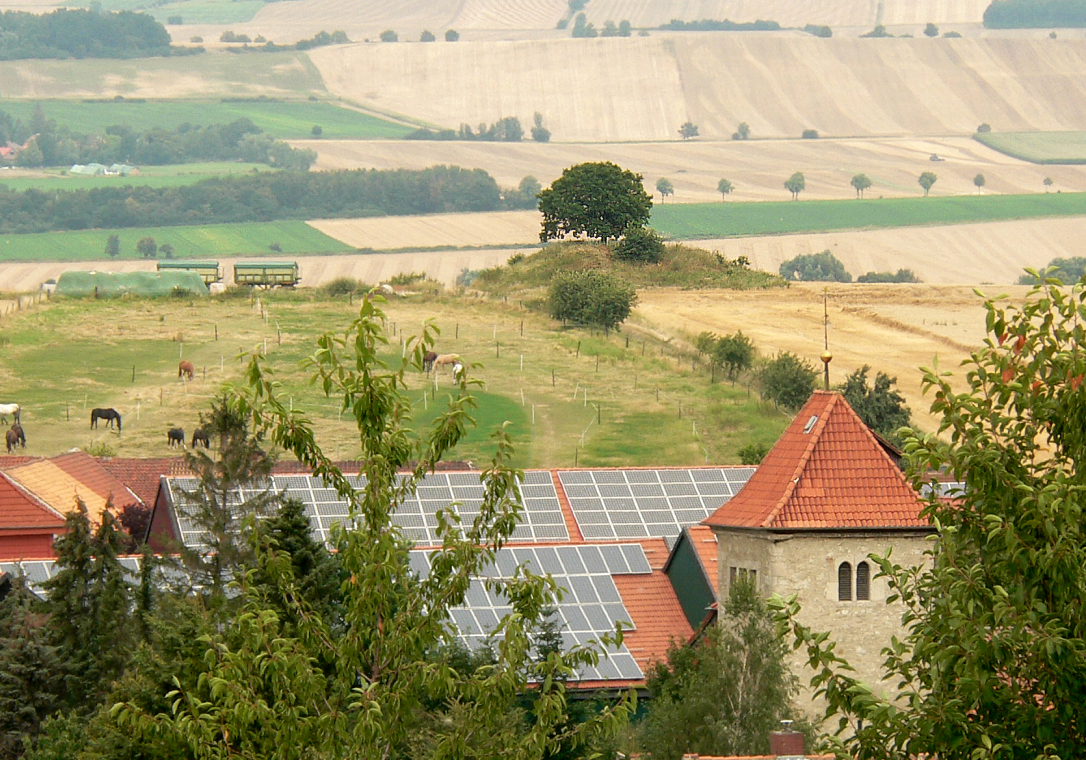
Der Galgenberg vom Meescheberg gesehen

Der Galgenberg  liegt in einer Spornlage auf einer leichten Anhöhe die eine weite Aussicht über das Braunschweiger Land bietet. Der Grabhügel mit einem Durchmesser von etwa 20 Meter und einer Höhe von vier Meter gehört zu einer Gruppe von Grabhügeln zwischen Elm und Asse, die als Fürstengräber gelten. Dazu zählen der ebenfalls vier Meter hohe Meescheberg mit 45 Meter Durchmesser südlich von Klein Vahlberg; der Tumulus von Evessen, der teilzerstörte Muspott bei Eilum, sowie zwei weitere im 18. Jahrhundert ausgegrabene und zwischenzeitlich beseitigte Hügel bei Evessen. Die Grabanlagen beherrschten durch ihre Lage auf den Geländekuppen die Landschaft. Zwischen Galgenberg und  Meescheberg besteht eine Sichtbeziehung.

## Hügelaufbau
Den archäologischen Ausgrabungen von 1907 zufolge, die nach heutigen wissenschaftlichen Maßstäben vorgenommen wurden,  entstand der Galgenberg um etwa 1800 v. Chr. in der Zeit zwischen dem Spätneolithikum und der frühen Bronzezeit. Zunächst war er ein kleiner Hügel, der über zwei Hockerbestattungen der Glockenbecherkultur und einer beigabenlosen Körperbestattung angelegt wurde. Etwa in der späten Bronzezeit wurde der Hügel zur Hälfte der heutigen Höhe aufgeschüttet und es kam auf einer Steinpackung zu einer weiteren Körperbestattung. Danach wurde der Hügel zu seiner heutigen Höhe angeschüttet. Eine merowingerzeitliche Bestattung einer älteren Frau erfolgte in der ersten Hälfte des 7. Jahrhunderts innerhalb des Hügels. Das Grab lag 1,4 Meter über der Steinpackung und 2,2 Meter unter der Hügeloberfläche. Die Bestattete war 1,57 Meter groß und von graziler Statur. Ihr Grab war mit einer Reihe von Grabbeigaben versehen, die heute zum Teil verschollen sind. Im 7. oder 8. Jahrhundert kam es auf der Hügelkuppe zu einer weiteren Bestattung durch die Ablage von Leichenbrand.

## Grabbeigaben

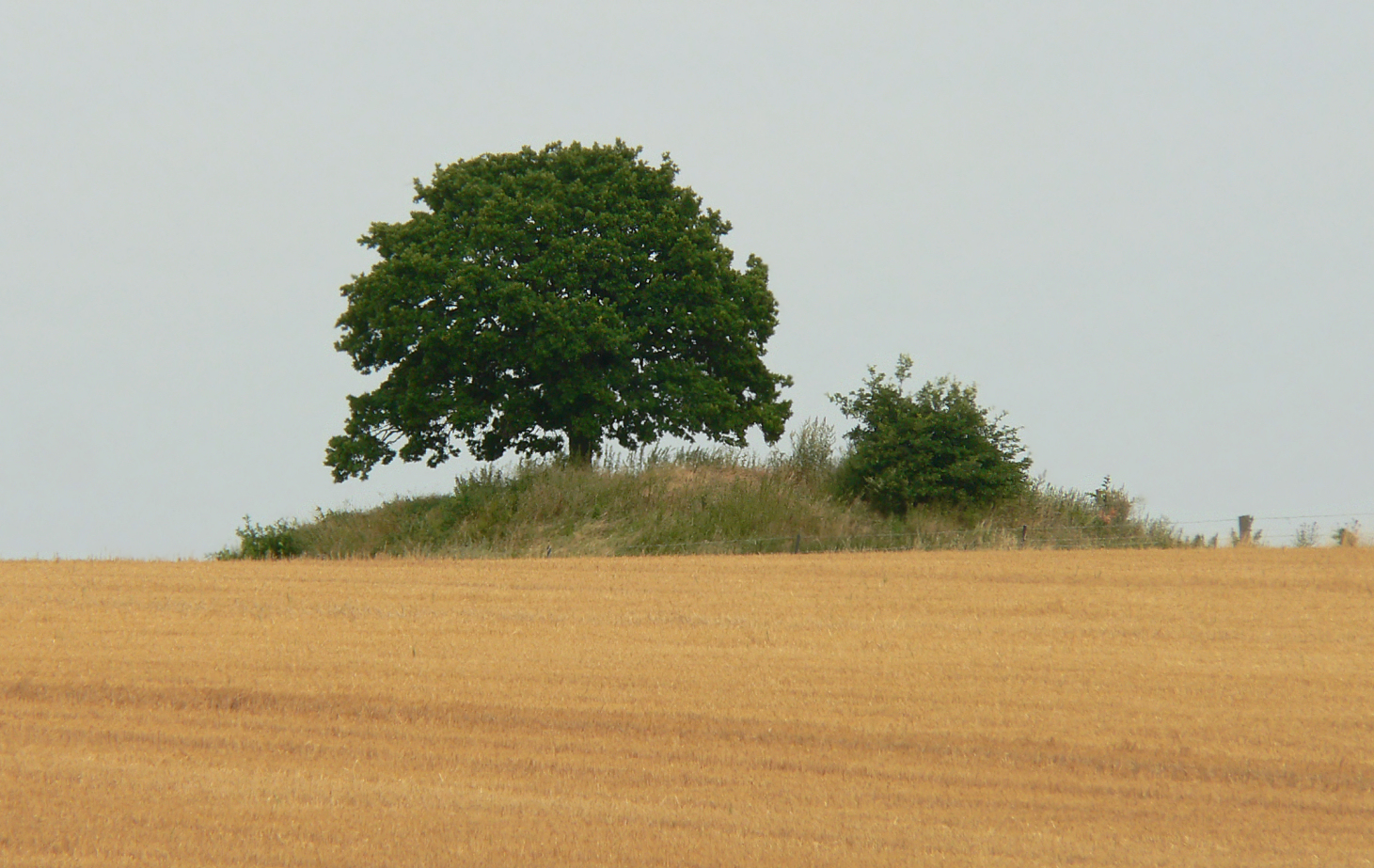
Galgenberg

Zu den Beigaben der in der ersten Hälfte des 7. Jahrhunderts bestatteten Frau zählen ein Wölbwandtopf mit Standboden und ein fast vergangenes Holzgefäß mit Randbeschlägen aus Bronzeblech. Dazu gehören zwei weitere mit Flechtbändern verzierte Beschläge aus vergoldetem Bronzeblech.
Im Grab fanden sich blaue und gelbe Glasperlen, ein ovaler Schnallenbügel aus Eisen und  kettengliederartige Eisenobjekte sowie ein Hakenschlüssel als möglicher Bestandteil eines Gürtelgehänges. Darüber hinaus wurden zwei Schilddornschnallen mit rechteckigem Beschlag geborgen und eine massiv gegossene Riemenzunge mit einer im Tierstil gehaltenen Verzierung aus vergoldeter Bronze. Sie gehörten zu einer Wadenbindergarnitur zur Fixierung von Beinkleidern, die von wohlhabenden fränkischen und alemannischen Frauen getragen wurden. Die Fundstücke weisen auf Kontakte in den süddeutschen Kulturraum hin.

## Interpretation
Aufgrund des Beisetzungsortes in exponierter Lage, der Anlage eines großen Grabhügels, der Beisetzungsform und der Qualität der Grabbeigaben vermuten Archäologen, dass die Bestattete zur Oberschicht der ansässigen Bevölkerung zählte. Bei der Bestatteten könnte es sich um eine alemannische Frau gehandelt haben, die zu Lebzeiten Schmuck aus ihrer Heimat mitgebracht hatte.